# NGC 4583
NGC 4583 este o liner situată în constelația Câinii de Vânătoare. A fost descoperită în 2 ianuarie 1786 de către William Herschel.